# 항공보험
항공보험은 항공기가 비행 중에 접하게 되는 위험을 담보하는 보험이다.  항공보험증권은 'Aircraft Policy', 'Accident Policy', 'War and Allied Perils Policy' 등 3가지가 있다.

## 참고 문헌
- 이기수∙최병규∙김인현, 『보험∙해상법』, 박영사, 2008. ISBN 9788910515210